# 高須停留場
高須停留場（たかすていりゅうじょう）は、高知県高知市高須本町にあるとさでん交通後免線の路面電車停留場。

## 歴史
高須停留場は1910年（明治43年）、後免線の葛島橋西詰停留場から鹿児停留場までの区間が開通したのに合わせて開業した。1942年（昭和17年）に停留場は一度休止されたが、10年後に復活している。

### 年表
- 1910年（明治43年）10月15日：土佐電気鉄道の停留場として開業[1][2]。
- 1942年（昭和17年）7月29日：休止[1][2]。
- 1952年（昭和27年）7月1日：再開[1][2]。
- 2014年（平成26年）10月1日：土佐電気鉄道が高知県交通・土佐電ドリームサービスと経営統合し、とさでん交通が発足[3]。とさでん交通の停留場となる。

## 停留場構造
ホームは2面あり、東西方向に伸びる2本の線路を挟んで向かい合わせに置かれている（相対式ホーム）。線路の北側に後免町方面行きのホーム、南にはりまや橋方面行きのホームがある。

## 停留場周辺
- 高須簡易郵便局
- 高須保育園
- 国道195号

## 隣の停留場
とさでん交通
後免線
文珠通停留場 - 高須停留場 - 県立美術館通停留場